# Concerto Grosso (Vaughan Williams)
Concerto Grosso es una obra para orquesta de cuerdas por Ralph Vaughan Williams. Compuesta originalmente en 1950 para ser interpretada por las Escuelas Rurales de la Asociación Musical bajo la batuta de Adrian Boult, la pieza es singular ya que la orquesta se divide en tres secciones según la habilidad: Concertino (Avanzado), Tutti (Intermedio) y Ad Lib (Principiante) que solo toca cuerdas al aire. La pieza está dividida en cinco movimientos y las actuaciones generalmente duran 14 minutos.

## Movimientos
- I. Intrada: un tema dramático con cuerdas pesantes
- II. Burlesca Ostinata: Un movimiento vivo que hace un brillante uso de quintas perfectas con el fin de permitir tocar el tema a los intérpretes de la sección "Ad Lib" (que solo pueden tocar cuerdas abiertas afinadas en intervalos de quintas perfectas).
- III. Sarabande: un movimiento lento en compás ternario
- IV. Scherzo: un corto scherzo enérgico pero lírico y una pequeña coda
- V. March and Reprise: una marcha muy animada con mucha sincopación, que conduce sin problemas a una repetición completa del primer movimiento.